# Феррара, Наполеоне
Наполеоне Феррара (англ. Napoleone Ferrara; род. 26 июля 1956, Катания, Италия) — американский учёный итальянского происхождения, член Национальной академии наук США (2006). Профессор Калифорнийского университета в Сан-Диего. Труды в основном посвящены молекулярной биологии. Получил известность как исследователь фактора роста эндотелия сосудов. На основе его исследований разработаны лекарства бевацизумаб и ранибизумаб.

## Награды и отличия
- Grand Prix scientifique de la Fondation Lefoulon-Delalande[англ.] (2005)[2]
- AACR[англ.] Bruce F. Cain Memorial Award (2005)
- Passano Award[нем.] (2006)
- General Motors Cancer Research Award (2006)
- ASCO Science of Oncology Award (2007)
- Pezcoller Foundation-AACR International Award for Extraordinary Achievement in Cancer Research (2009)
- Премия Ласкера — Дебейки за клинические медицинские исследования (2010)[3]
- Премия Пола Янссена за биомедицинское исследование[англ.] (2011)
- Премия за прорыв в области медицины (2013)[4]
- Международная премия Гайрднера (2014)[5]
- Champalimaud Vision Award (2014)[6]
- Clarivate Citation Laureate по физиологии или медицине (2018)
- Keio Medical Science Prize[англ.] (2023)